# Inzlingen
Inzlingen – miejscowość i gmina w Niemczech, w kraju związkowym Badenia-Wirtembergia, w rejencji Fryburg, w regionie Hochrhein-Bodensee, w powiecie Lörrach, wchodzi w skład wspólnoty administracyjnej Lörrach. Leży przy granicy ze Szwajcarią, na południe od Lörrach.

## Polityka
Wyniki wyborów samorządowych, które odbyły się 13 czerwca 2004:
| Partia | % głosów | Porównanie¹ | Ilość radnych | Porównanie¹ |
| ------ | -------- | ----------- | ------------- | ----------- |
| CDU    | 60,6%    | -1,7%       | 7             | -1          |
| SPD    | 39,4%    | +1,7%       | 5             | +1          |

¹ z poprzednimi wyborami

## Osoby urodzone w Inzlingen
- Franz Kolb (ur. 1465; zm. 10 listopada 1535 w Bernie), niemiecki reformator